# Hrvatsko nacionalno vijeće Crne Gore
Hrvatsko nacionalno vijeće Crne Gore je visoko upravno tijelo hrvatske manjine u Crnoj Gori.

## Povijest
15. prosinca 2002. godine u Saveznoj Republici Jugoslaviji utemeljeno je Hrvatsko nacionalno vijeće u Republici Srbiji. Crna Gora iako članica državne zajednice, nije prihvatila izglasani Zakon o pravima manjina i etničkih grupa u Saveznoj Republici Jugoslaviji. Nije ga prihvatila crnogorska Vlada, kao što nije prihvatila ni druge zakone. Zbog toga hrvatska nacionalna manjina u Crnoj Gori ostala je uskraćena za pogodnosti koje je taj zakon jamčio manjinama u SRJ. Hrvatsko građansko društvo Crne Gore držalo se lojalno politici Crne Gore i nije prihvatilo poziv sudjelovati na elektorskoj Skupštini u Beogradu. Stoga su izabrani članovi HNV-a bili samo iz Zajednice Hrvata Srbije.
S obzirom na nacionalne specifičnosti i na još neriješeno pitanje većinskog naroda u Crnoj Gori, u Crnoj Gori dugo se čekalo na donošenje Zakona o zaštiti manjina. Zakon je konačno izglasovan u crnogorskom parlamentu travnja 2006. godine, tek mjesec prije raspisivanja referenduma za osamostaljenje Crne Gore. Članak 33. Zakona predvidio je da se u određenom roku osnuju manjinski Savjeti. Po donošenju tog Zakona o zaštiti nacionalnih manjina, Vlada Crne Gore je usvojila Pravila za sazivanje prve elektorske Skupštine koja su obvezivala sve manjinske zajednice na formiranje Savjeta-Vijeća.
Elektorska Skupština održala se 21. prosinca 2007. godine u Tivtu. Odazvalo se 70 elektora. Skupštini su nazočili i predstavnici Ministarstva za zaštitu ljudskih i manjinskih prava Vlade Crne Gore, viši savjetnik za pravne poslove Gazmend Cuca i tajnik Orhan Šahmanović. Od 17 članova Hrvatskog nacionalnog vijeća četiri člana Vijeća su postala po funkciji: Božo Nikolić, zastupnik u crnogorskom parlamentu, Marija Vučinović, predsjednica parlamentarne stranke HGI, Miroslav Franović, predsjednik odborničkog kluba HGI u Tivtu i Josip Gržetić, predsjednik odborničkog kluba HGI u Kotoru. Ostale članove Vijeća izabralo se tajnim glasovanjem: su izabrani: Zvonko Deković iz Donje Lastve, Mato Marović iz Tivta, Mato Krstović iz Tivta, dr. Miroslav Marić iz Herceg Novog, Vladimir Medović iz Bara, Ljerka Dragičević iz Budve, Nikola Čućić iz Kotora, Nenad Grgurević iz Kotora, dr. Ivan Ilić iz Kotora, Slavko Dabinović iz Kotora, Selma Krstović iz Tivta i Ljerka Sindik iz Tivta.

## Vanjske poveznice
- Hrvatsko nacionalno vijeće Crne Gore